# Atoconeura pseudeudoxia
Atoconeura pseudeudoxia är en trollsländeart som beskrevs av Cynthia Longfield 1953. Atoconeura pseudeudoxia ingår i släktet Atoconeura och familjen segeltrollsländor. IUCN kategoriserar arten globalt som livskraftig. Inga underarter finns listade i Catalogue of Life.